# Barbara Kopycka
Barbara Kopycka (ur. 9 kwietnia 1957 w Opatówku) – polska niepełnosprawna pływaczka, siedmiokrotna medalistka paraolimpijska.

## Życiorys
Miała niedowład nogi w wyniku przebycia choroby Heinego-Medina. Ukończyła studia na Politechnice Poznańskiej. Była nauczycielką matematyki w szkole podstawowej.
Treningi rozpoczęła w Kaliszu za sprawą starszej siostry Anny. Zawodniczka Startu Kalisz i AZS Poznań. Dwukrotna uczestniczka igrzysk paraolimpijskich (startowała w kategorii 6). Na Letnich Igrzyskach Paraolimpijskich 1972 w Heidelbergu zdobyła cztery medale: jeden złoty (100 m stylem grzbietowym – rekord świata) i trzy srebrne (100 m stylem dowolnym, 3 × 50 m stylem zmiennym indywidualnie, sztafeta 3 × 100 m stylem zmiennym 5-6). W 1976 roku na igrzyskach paraolimpijskich w Toronto wywalczyła trzy srebrne medale (100 m stylem klasycznym, 3 × 50 m stylem zmiennym indywidualnie, sztafeta 3 × 100 m stylem zmiennym open). Na zawodach w Toronto była zgłoszona również do innych konkurencji, jednak nie zdążyła wziąć w nich udziału z powodu bojkotu zawodów przez Polskę, będącego następstwem uczestnictwa zawodników z RPA.
Zajęła 22. miejsce w Plebiscycie 40-lecia na 10 Najwybitniejszych Sportowców z Niepełnosprawnością – Medalistów Igrzysk Paraolimpijskich w latach 1972–2012, organizowanym przez fundację Sedeka.